# Соколов, Сергей Сергеевич
Серге́й Серге́евич Соколо́в (род. 11 ноября 1986, Волжский, Волгоградская область, СССР) — российский футболист, защитник.

## Карьера
Воспитанник СДЮШОР—4 города Волжский. Начинал свою карьеру в местной «Энергии» в 2006 году. В 2008 году перешёл в «Краснодар», вместо с которым вышел в Первый дивизион. В 2009 году выступал за «Газовик». В 2010 году вернулся в «Энергию». С сезоне 2011/12 год играл в «Соколе». В 2012 году подписал контракт с «Олимпией». С 2013 года выступал за «Смену». В сезоне 207/18 защищал цвета клуба «Ротор-Волгоград-2».

## Достижения
- Бронзовый призёр Второго дивизиона (2): 2008 (зона «Юг»), 2013/14 (зона «Восток»)
- Победитель зоны «Восток» Второго дивизиона: 2015/16